# ロンネル・ブライト
ロネル・ラヴレス・ブライト （Ronnell Lovelace Bright, 1930年7月3日 – 2021年8月12日）はアメリカ合衆国のジャズ・ピアニスト。

## 経歴
少年時代からピアノを演奏しており、9歳でコンクールで優勝している。1944年にはシカゴ青少年交響楽団と共演した。ジュリアード音楽院に学び、1950年代初頭に卒業。シカゴに戻ってジョニー・テイトと共演し、カーメン・マクレエの伴奏者を務めた後、1955年にニューヨーク・シティに進出する。同地でロルフ・キューンと共演し、1957年に自身のピアノ・トリオを結成。1957年から1958年までディジー・ガレスピーと共演し、その後数年間サラ・ヴォーンやレナ・ホーン、グロリア・リンの伴奏者として活動した。ブライトが創った楽曲は、サラ・ヴォーンやカル・ジェイダー、ホレス・シルヴァー、ブルー・ミッチェルが録音している。1964年にロサンジェルスに転居してナンシー・ウィルソンの編曲家兼伴奏者となった。その後1970年代になると、1972年から1974年までスーパーサックスに参加しながらも、スタジオミュージシャンとして活路を見出した。